# 29. pehotni polk (Avstro-Ogrska)
Za druge 29. polke glejte 29. polk.
29. pehotni polk (izvirno nemško Infanterie-Regiment Nr. 29; dobesedno slovensko: Pehotni polk št. 29) je bil pehotni polk avstro-ogrske skupne vojske.

## Poimenovanje
- Ungarisches Infanterie Regiment »von Laudon« Nr. 29/Madžarski pehotni polk »baron Laudona« št. 29
- Infanterie Regiment Nr. 29 (1915 - 1918)

## Zgodovina
Polk je bil ustanovljen leta 1709. 

### Prva svetovna vojna
Polkovna narodnostna sestava leta 1914 je bila sledeča: 44% Srbo-Hrvatov, 30% Slovencev, 17% Romunov in 9% drugih. Naborni okraj polka je bil v Zrenjaninu, pri čemer so bile polkovne enote garnizirane sledeče: Timișoara (štab, II., III., IV. bataljon) in Zrenjanin (I. bataljon).
V sklopu t. i. Conradovih reform leta 1918 (od junija naprej) je bilo znižano število polkovnih bataljonov na 3.

## Organizacija
1918 (po reformi)
- 1. bataljon
- 2. bataljon
- 3. bataljon

## Poveljniki polka
- 1859: August von Wöber[6]
- 1865: August von Wöber[7]
- 1879: Emil David von Rhonfeld[8]
- 1908: Eugen von Scheure[9]
- 1914: Trojan Bacsila[10]